# 支川

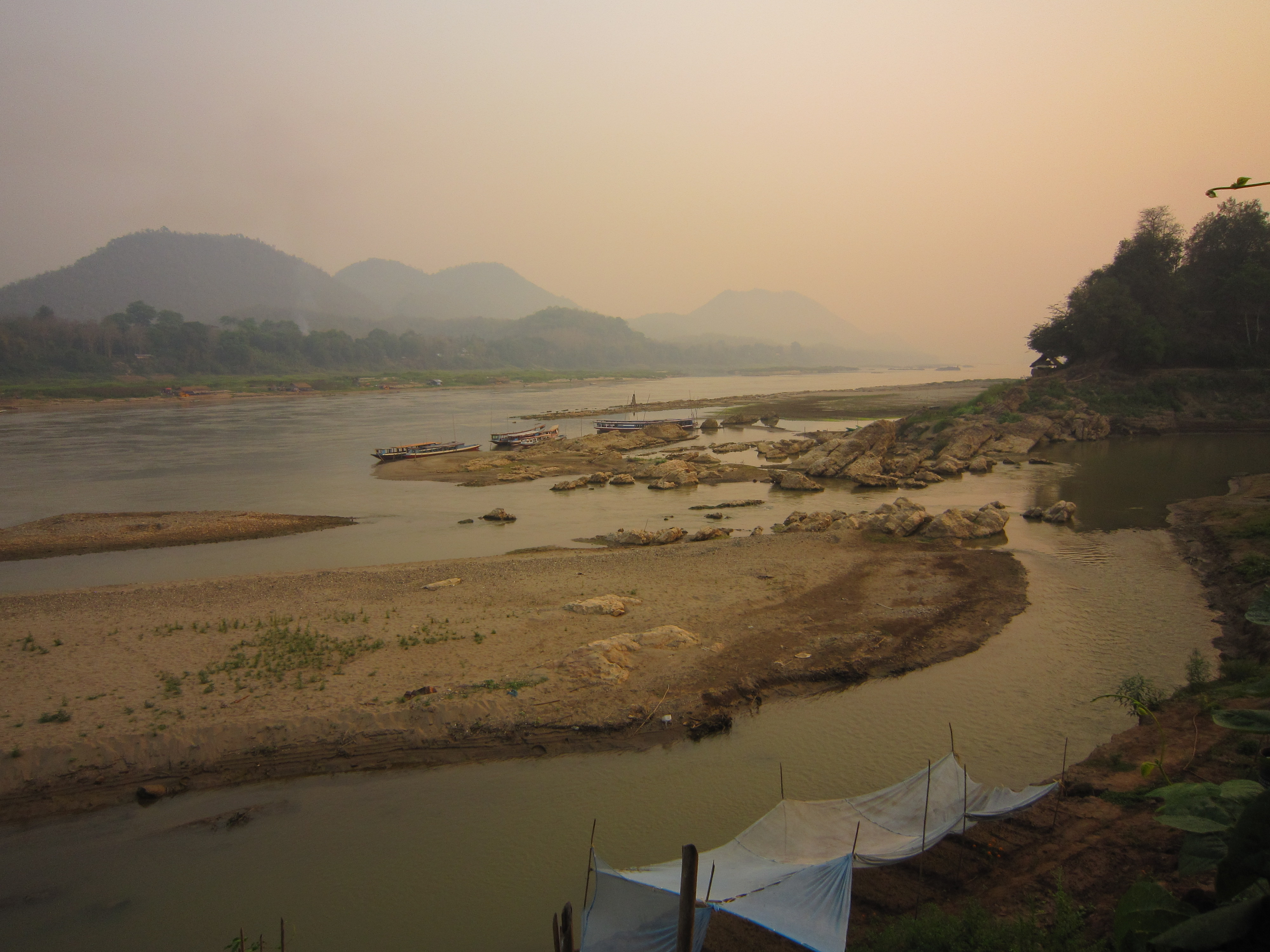
ラオスのルアンパバーン郡で、メコン川に注ぐナムカン川。

支川（しせん、英語: tributary / affluent）は、河川のうち、より大きな河川ないし幹川、あるいは湖沼に流れ込むもの。支川は、直接そのまま海洋に流入することはない。
支川も幹川も、周辺の流域から表流水 (surface water) や地下水を集めて排出し、水は海洋まで運ばれる。エルティシ川は、オビ川の主要な支川であり、世界で最も長い支川である。マデイラ川は、世界最大の流量をもつ支川である。
ふたつ以上の水域が接する地点を合流点と呼び、通常は、支川が流れ込む地点を指す。

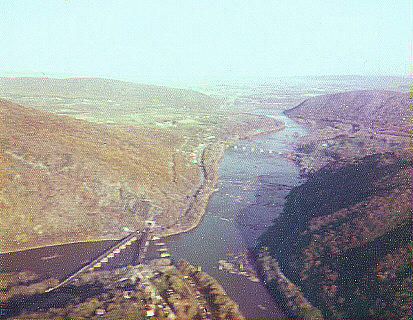
下流の方向に向かって、手前右側から流れてくるシェナンドー川が、手前左側から奥右側へ流れていくポトマック川に注いでおり、シェナンドー川はポトマック川の右支川である。

## 用語法
右支川と左支川は、幹川となる河川の流れに対して支川の相対的な位置関係を説明する用語である。これらの用語は、下流の方向、すなわち水が流れていく方向を向いたときの左右の向きによって決まる。
支川とは反対に、派川は本流から分岐して離れていく河川を指す。こうした派川は、三角州において最も一般的に見出される。
日本語では、幹川を本流、本川ともいい、支川も支流と呼ばれることがある。同様に、派川は派流、分流ともいう。

## 列挙法
支川は、水源に近いものから順に列挙され、最後は河口に最も近いものへと至ることがよくある。
日本では、幹川にあたる主たる流れを本川と呼び、これに直接流れ込む支川を一次支川、一次支川に注ぐものを二次支川などとして分類する。
これとは別に、ストラー河川次数は、支川を1次流、2次流、3次流、さらに高い次流などに分類して階層構造を検討するが、1次流は小規模の流れになるのが典型的である。例えば、2次流である支川には、ふたつ以上の1次流が流れ込んでおり、合流して2次流となっているわけである。

## ギャラリー

主要な河川の流域と支川
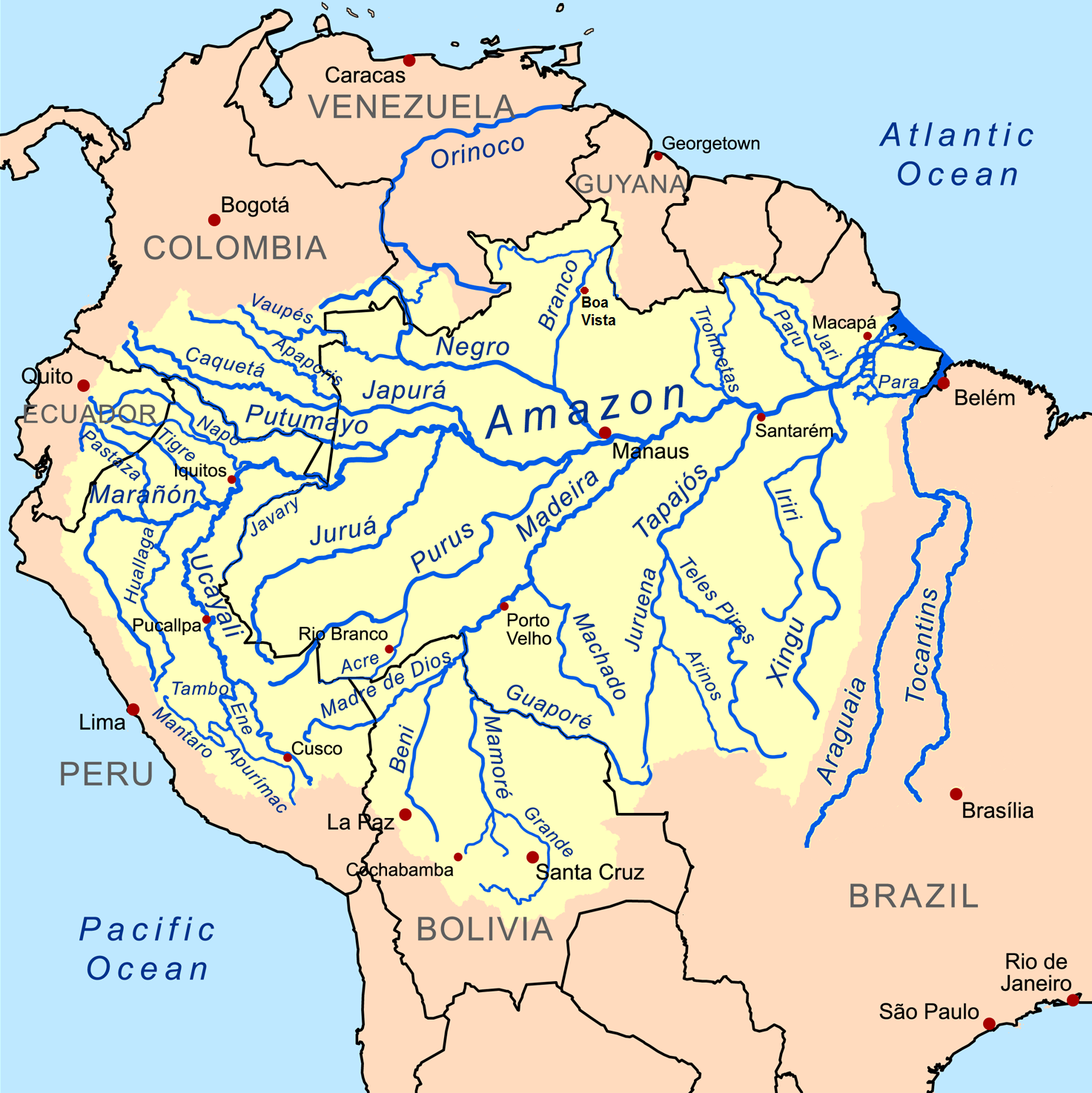
アマゾン川の流域は、多数の支川から構成されている。この地図に示されたアマゾン川以外の河川は、いずれもアマゾン川の支川である。アマゾン川は他の河川の支川ではなく、最終的に大西洋へと注いでいる。
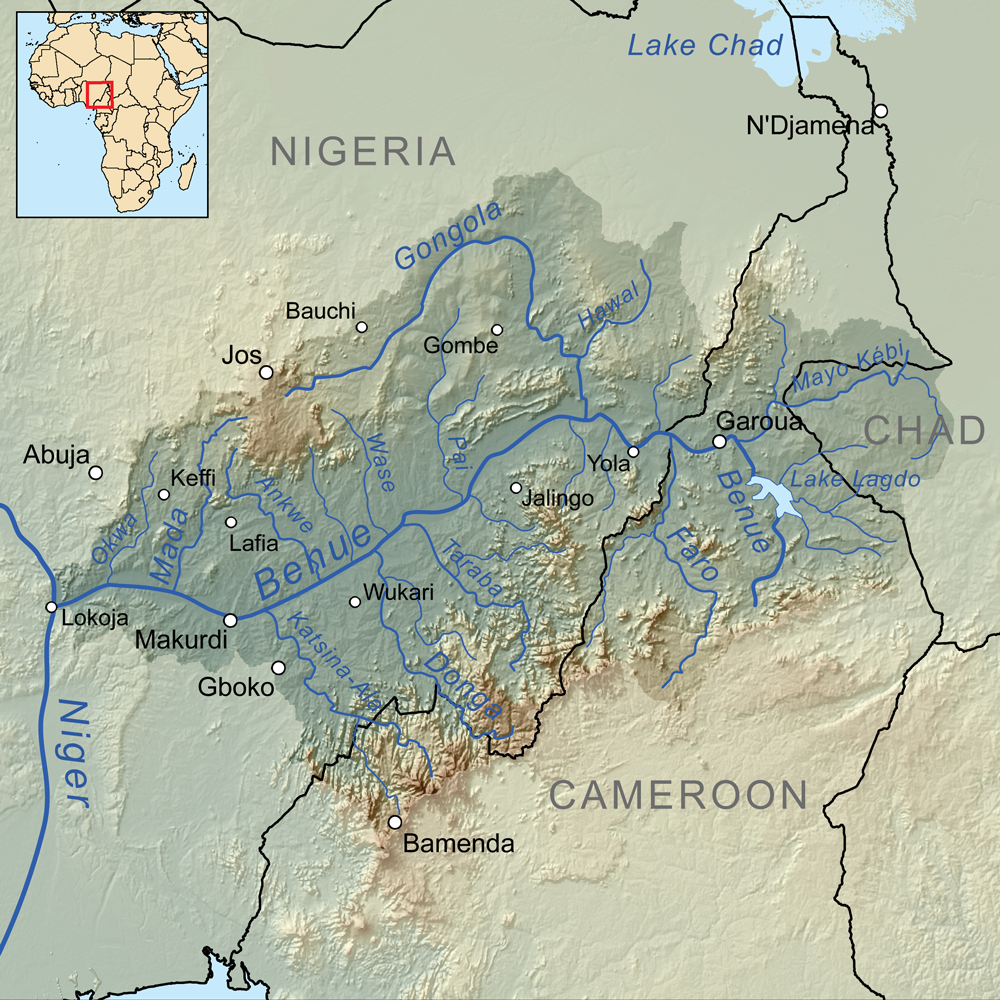
ベヌエ川は、アダマワ高地に発する多数の支川から集水しているが、標高の高い支川の多くは限られた季節にしか水流がない。ベヌエ川自体も、ニジェール川の主要な支川である。
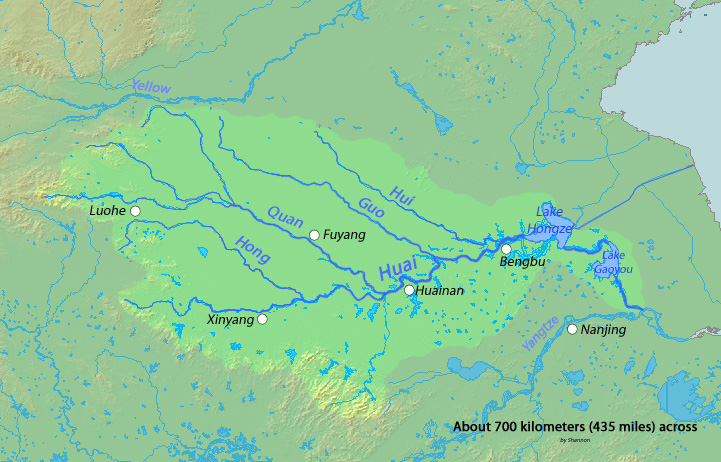
それ自体が長江の支川である淮河と、その支川。
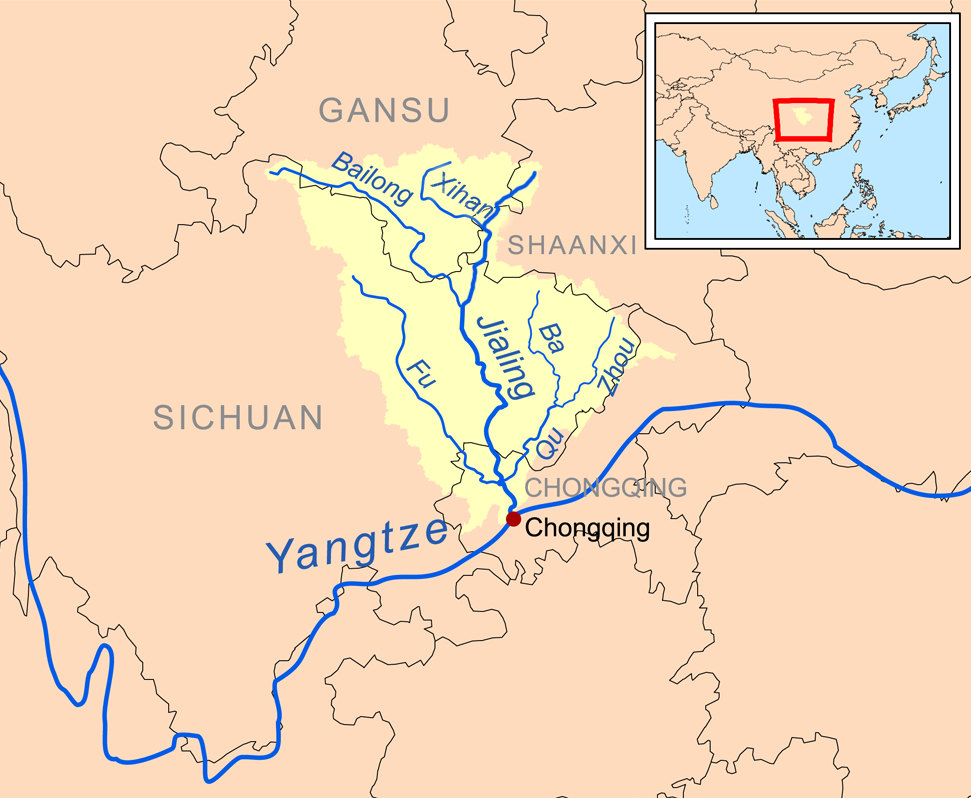
それ自体が長江の支川である嘉陵江と、その支川。
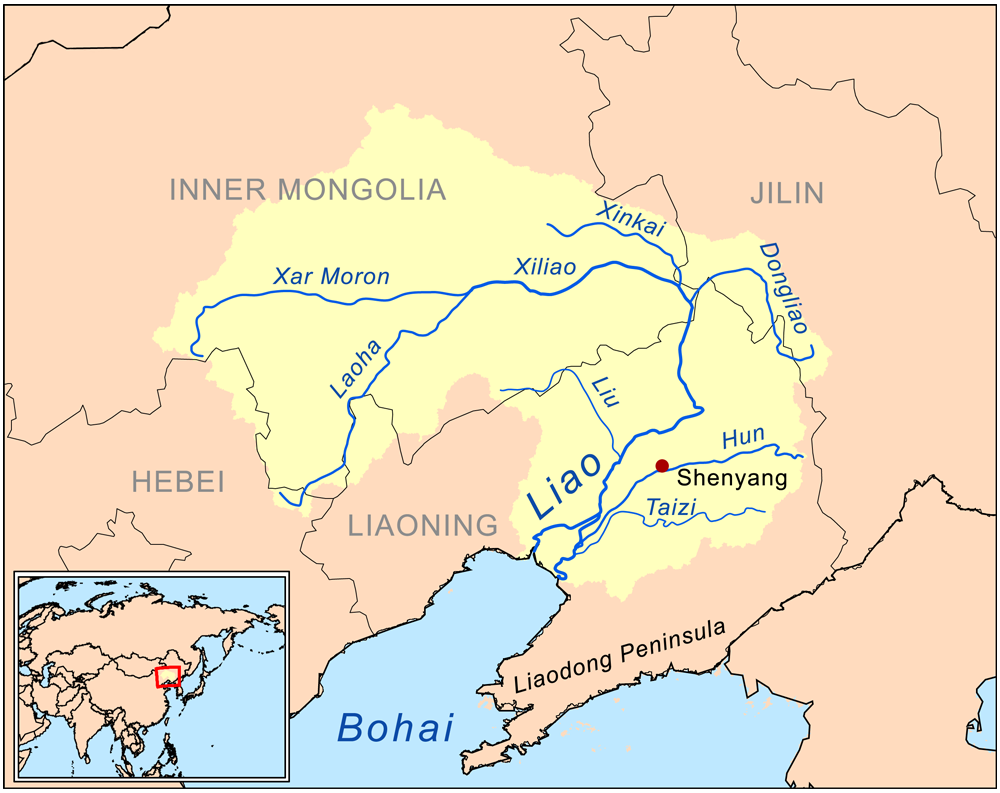
遼河の流域と支川は、比較的単純である。地図に示されたおもな支川は、渾河、太子河、東遼河、新開河（中国語版）、西遼河、シラムレン川、老哈河である。シラムレン川と老哈河は、西遼河の支川としてこの地図に描かれている。
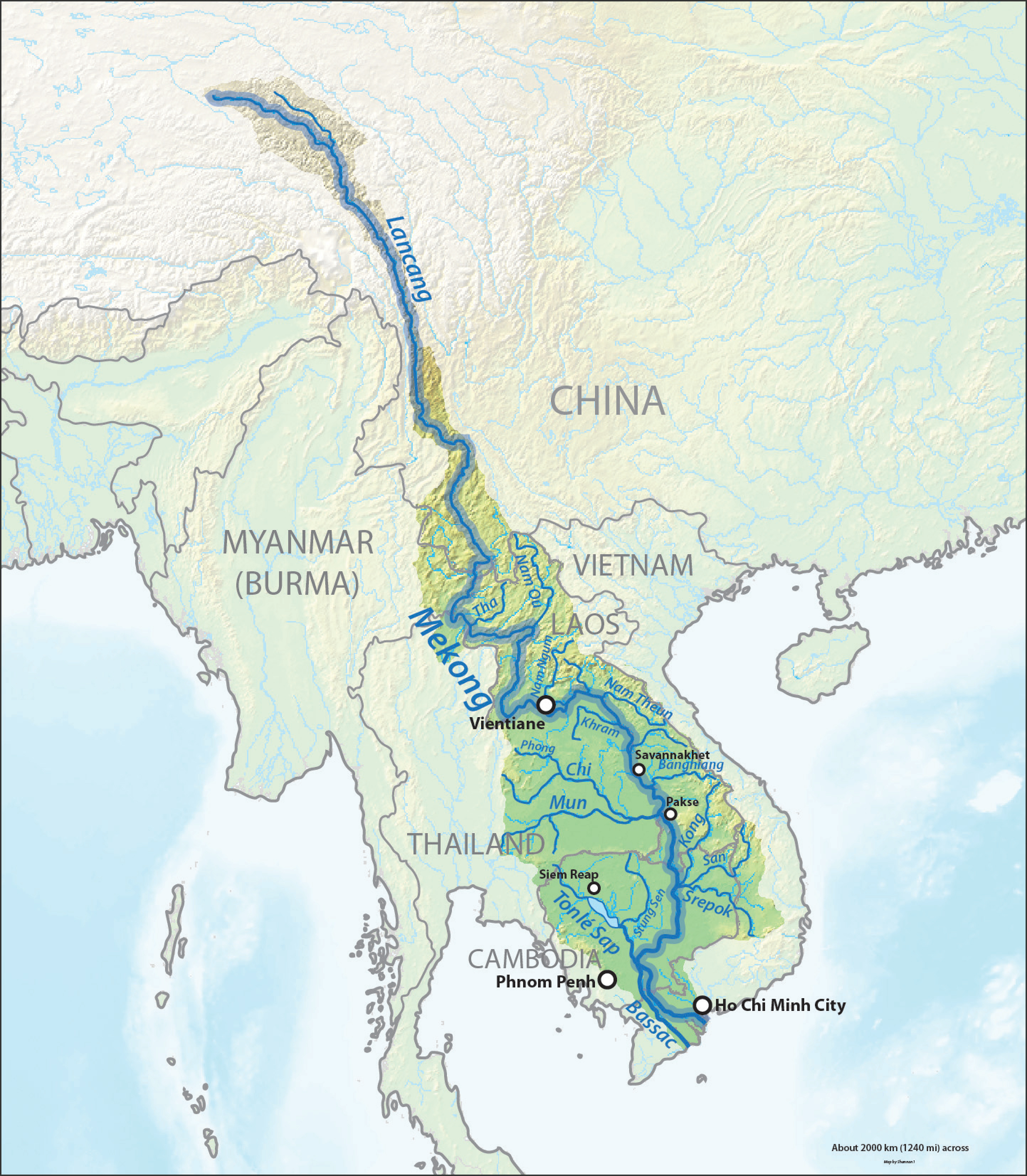
メコン川は、多くの国境を超える国際河川であり、水源はチベット高原に発する。その上流部における支川、例えば昂曲は、狭く深い峡谷を流れていくが、下流部における支川は、ムン川のように流域が広いものとなる。
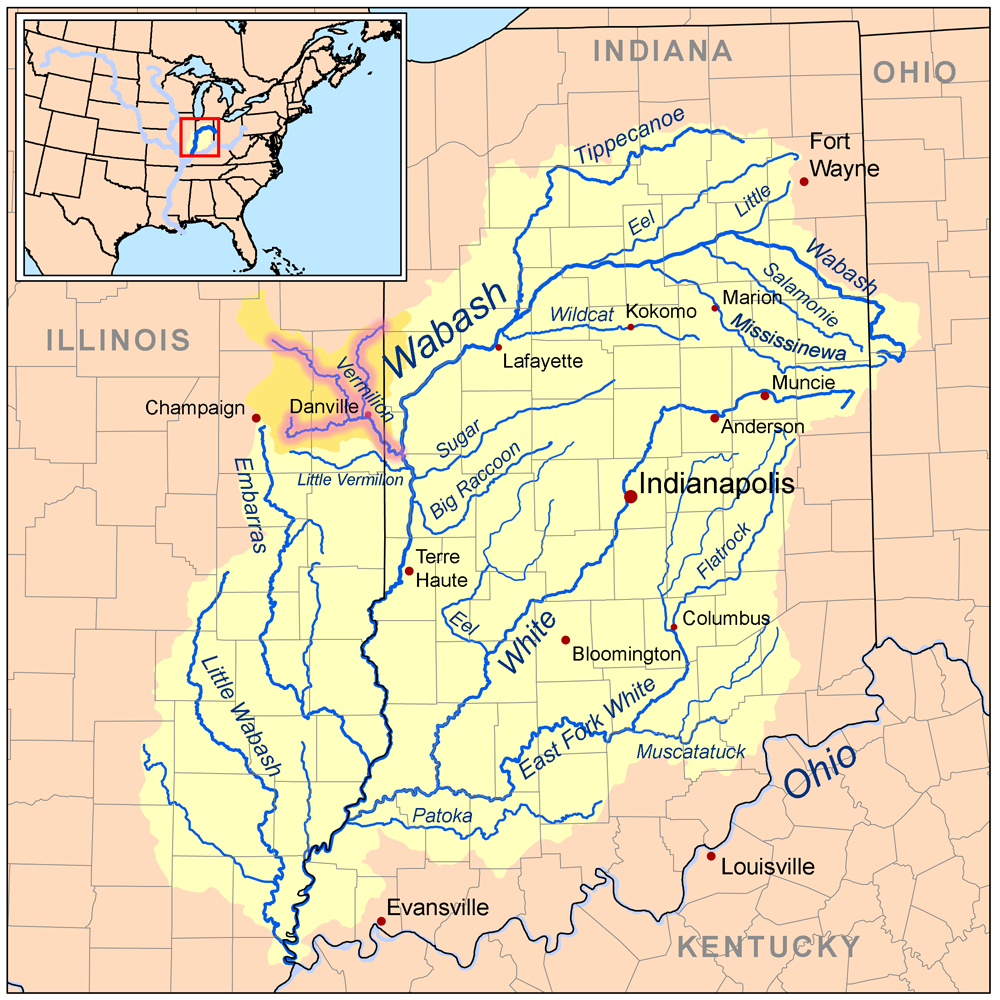
ウォバッシュ川の流域を示した図。オハイオ川以外のこの図に示された河川は、いずれもウォバッシュ川の支川である。着色されて強調されている部分は、例として示されたウォバッシュ川の支川であるバーミリオン川（英語版）と、フォーク（英語版）と称されるその支川。ウォバッシュ川自体もオハイオ川の支川であり、そのオハイオ川もミシシッピ川の支川である。